# Hermeias von Alexandria
Hermeias (Hermias) von Alexandria (* wohl um 410, † wohl um 450) war ein spätantiker griechischer Philosoph ägyptischer Herkunft. Er gehörte der damals vorherrschenden neuplatonischen Richtung an.

## Leben
Über die Herkunft des Hermeias ist nur bekannt, dass er aus Alexandria stammte. Seine Geburt wird um 410 datiert. In den 430er Jahren studierte er in Athen an der dortigen renommierten Philosophenschule, einer von Neuplatonikern betriebenen privaten Einrichtung, die an die Tradition der Platonischen Akademie anknüpfte. Diese Schule war damals das bedeutendste Zentrum des Platonismus und daher für Lernbegierige aus Ägypten attraktiv. Der Philosoph Syrianos, der die Schule als Scholarch leitete, wurde der Lehrer des Hermeias. Dieser heiratete Aidesia, eine Verwandte des Syrianos, die wegen ihrer philanthropischen Großzügigkeit gerühmt wurde. Zu seinen Mitstudenten zählte der später berühmte Philosoph Proklos.
Nach dem Ende seiner Studienzeit kehrte Hermeias nach Alexandria zurück. Dort erhielt er eine Anstellung als öffentlich besoldeter Philosophielehrer. Mit Aidesia hatte er drei Söhne, von denen der älteste im Alter von sieben Jahren starb. Der zweitälteste war Ammonios Hermeiou, der jüngste hieß Heliodoros. Hermeias starb wohl um 450.
Nach dem Tod des Hermeias begab sich die Witwe mit den beiden überlebenden Söhnen nach Athen; Ammonios und Heliodoros studierten bei Proklos. Ammonios wurde später ein einflussreicher Philosophielehrer und Aristoteles-Kommentator in Alexandria, Heliodoros betätigte sich als Astronom. 
Der Philosoph Damaskios berichtet, Hermeias habe sich durch unübertroffenen Fleiß ausgezeichnet, sei aber nicht besonders scharfsinnig gewesen und habe mündlich vorgetragene Einwände nicht überzeugend widerlegen können. Außerdem erzählt Damaskios, Hermeias sei so gewissenhaft gewesen, dass er für ein Buch mehr als den verlangten Preis bezahlte, wenn er der Meinung war, der Verkäufer habe es aus Unwissenheit zu billig angeboten.

## Kommentar zu PlatonsPhaidros
Nur ein Werk des Hermeias, sein Kommentar zu Platons Dialog Phaidros, ist bekannt und erhalten geblieben. Unter anderem wegen Damaskios’ Einschätzung der Fähigkeiten des Hermeias geht die Forschung mehrheitlich davon aus, dass er darin kaum eigene Ansichten mitteilt; vielmehr handle es sich um eine Aufzeichnung aus dem Unterricht seines Lehrers Syrianos, die somit nur dessen Phaidros-Kommentierung wiedergebe. Allerdings wird vereinzelt auch die Ansicht vertreten, dass die Abhängigkeit von Syrianos geringer war als traditionell angenommen wird. Der Kommentar ist stark von der Auslegungsmethode des Iamblichos von Chalkis beeinflusst, besonders hinsichtlich des Bestrebens, metaphysische Hintergründe aufzuzeigen. Die Entscheidung zwischen allegorischer und wörtlicher Auslegung einer Textstelle wird von der Abwägung der jeweiligen Umstände abhängig gemacht. Hermeias betont – an eine Forderung Platons im Phaidros (264c2ff.) anknüpfend, wonach jede Schrift so wie ein Lebewesen stimmig gestaltet sein muss –, dass der Dialog auf ein einziges Ziel (skopós) hin konzipiert sei, welches daher für die Auslegung der überall maßgebliche Gesichtspunkt sein müsse. Dieses dominierende Thema sei „das Schöne in jedem Sinne“. Dabei beruft sich Hermeias auf Iamblichos. Sokrates wird als ein Botschafter aus einer göttlichen Welt dargestellt, der die herabgesunkenen Seelen der Menschen erlösen wollte; Homer und Orpheus erscheinen als göttlich inspirierte Dichter und damit auch als theologische Autoritäten (trotz der scharfen Homer-Kritik Platons); sie werden zu den „Theologen“ gezählt.

## Rezeption
Die älteste Handschrift stammt aus dem 13. Jahrhundert; von ihr scheint die gesamte spätere Überlieferung abzuhängen. Im späten 15. Jahrhundert übersetzte der Humanist Marsilio Ficino den Phaidros-Kommentar ins Lateinische. Er ließ sich davon hinsichtlich der Lehre von den Inspirationsarten beeinflussen, zeigt aber ansonsten kaum Nähe zu Hermeias.

## Ausgaben und Übersetzungen
- Carlo M. Lucarini, Claudio Moreschini (Hrsg.): Hermias Alexandrinus: In Platonis Phaedrum scholia (= Bibliotheca Teubneriana 2010). De Gruyter, Berlin 2012, ISBN 978-3-11-020115-4 (kritische Edition)
- Hildegund Bernard (Hrsg.): Hermeias von Alexandrien: Kommentar zu Platons „Phaidros“. Mohr Siebeck, Tübingen 1997, ISBN 3-16-146803-1 (Übersetzung)